# Jars, Cher

Jars este o comună în departamentul Cher, Franța. În 1 ianuarie 2022 avea o populație de 491 de locuitori.